# Општина Потлођи (Дамбовица)
Потлођи (рум. Potlogi) општина је у Румунији у округу Дамбовица.
Oпштина се налази на надморској висини од 133 m.